# Station Eismeer
Station Eismeer is een ondergronds spoorwegstation in de Zwitserse gemeente Grindelwald op 3.160 m.ü.M. hoogte aan de zuidoostflank van de Eiger. Het station is door een 3.158 m lange tunnel van station Jungfraujoch, het eindstation van de Jungfraubahn verwijderd en is daarmee het op een na hoogst gelegen spoorwegstation van Europa.
Het station werd geopend als voorlopig eindstation van de spoorwegverbinding op 25 juli 1905, even over de helft van de totale bouwperiode van de Jungfraubahn die zestien jaar duurde. De uitbaters hadden eerst een bijkomende kapitaalsinjectie nodig vooraleer men verder kon werken aan het laatste gedeelte van de tunnel.
Enkel de treinen bergopwaarts stoppen in dit station. De trein blijft vijf minuten staan wat bezoekers toelaat te genieten door vensters van het uitzicht op de Grindelwald-Fieschergletscher, een zijtak van de Unterer Grindelwaldgletscher.

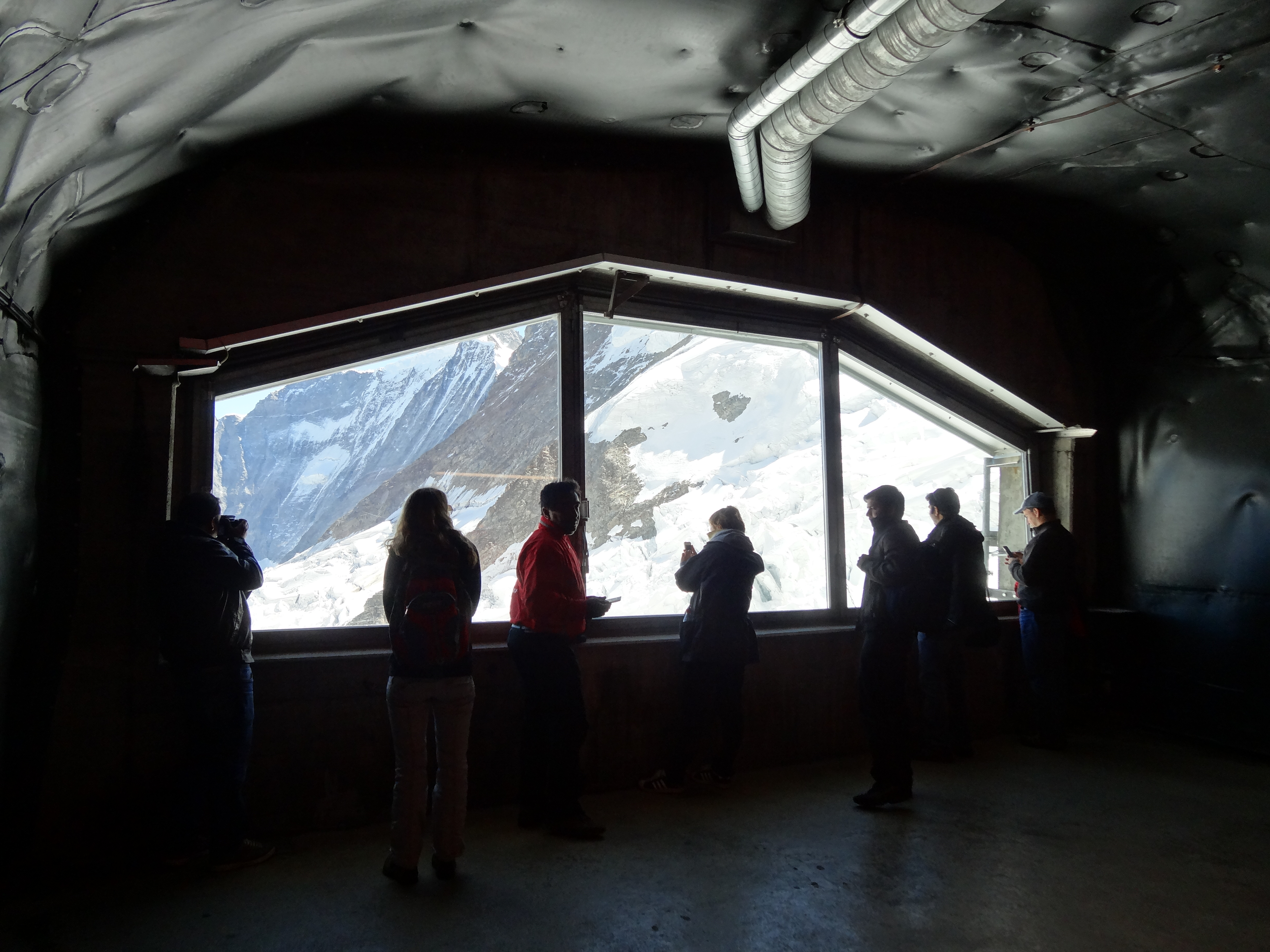
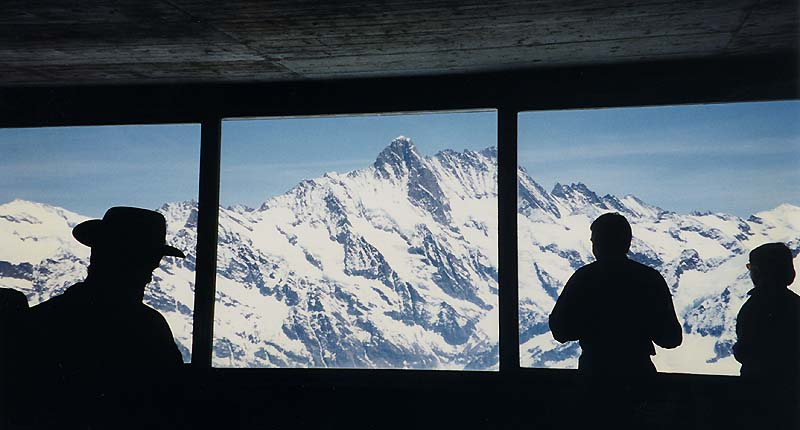